# Parafia Chrystusa Króla w Krakowie (Zwierzyniec)
Parafia Chrystusa Króla w Krakowie – parafia rzymskokatolicka należąca do dekanatu Kraków-Salwator archidiecezji krakowskiej w Przegorzałach przy ulicy Zaskale.

## Historia parafii
16 kwietnia 1950 roku na mocy dekretu, podpisanego przez Kardynała Adama Sapiehę, nastąpiło formalne otwarcie ekspozytury parafialnej w Przegorzałach.
Pierwszym proboszczem został mianowany ks. Stanisław Bąk.
W 2010 roku parafia liczyła około 900 osób.

### Kościół
13 sierpnia 1950 roku odbyło się poświęcenie chorągwi z obrazem Niepokalanego Serca Maryi i Pana Jezusa, a poświęcenia dokonał ks. Infułat Ferdynand Machay. Dla ozdobienia ołtarza w odnowionej kaplicy dr Maria Spiss podarowała w roku 1952 obraz olejny pędzla Józefa Unierzyskiego (profesora ASP, ucznia i zięcia Jana Matejki). Obraz ten wisiał w głównym ołtarzu kaplicy do roku 1967.
Czwarta rozbudowa i modernizacja budynku OO. Jezuitów według projektu Wojciecha Pietraszewskiego prowadzona była w latach 1970–1973, a jej ostateczny wygląd i wystrój jest dziełem małżeństwa Heleny i Romana Husarskich – artystów plastyków, mieszkańców Przegorzał oraz ich córki Joanny Husarskiej-Chmielarz i jej męża Adama.
Kościół parafialny, zbudowany w latach 1970–1971, poświęcono w 1973.

### Proboszczowie i administratorzy parafii
- ks. Stanisław Bąk (1950–1967)
- ks. Marian Kuśmierz (1967–1974)
- ks. Józef Olejarski (1974–1986)
- ks. Stanisław Piotrowski (1986–1992)
- ks. Leszek Balczewski (1992–1994)
- ks. Piotr Blajerowski (1994–1996)
- ks. Tadeusz Loska (1996–2001)
- ks. Stanisław Mrozek (2001–2004)
- ks. Antoni Mencel (2004–2008)
- ks. Andrzej Hajduk (2008–2016)
- ks. Stanisław Data (2016–obecnie)

## Zasięg parafii
Do parafii należą wierni z Krakowa mieszkający przy ulicach: Borówczanej, Cygańskiej, Gajówka, Jodłowej, Kamedulskiej nry parzyste od 18, nieparzyste od 15, Koziarówka, Księcia Józefa nry parzyste 86‑126 i nieparzyste 127–285, Nietoperzy, Olchowej, Pajęczej nry nieparzyste, Przegorzalskiej, Rybnej nry nieparzyste, Skibowej, Szyszko-Bohusza, Ubocznej, Zaskale, Żemajtisa i Żywicznej.